# Torre Solaro

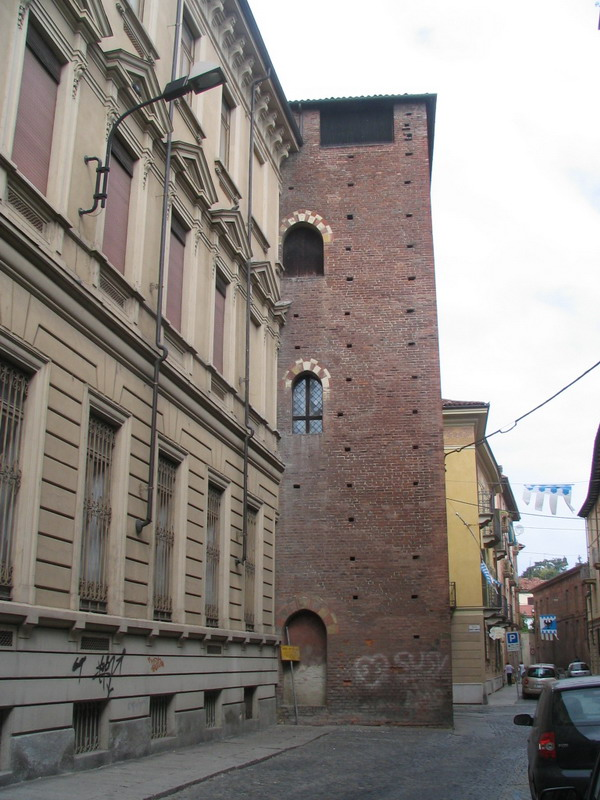
Torre Solaro da via Giobert

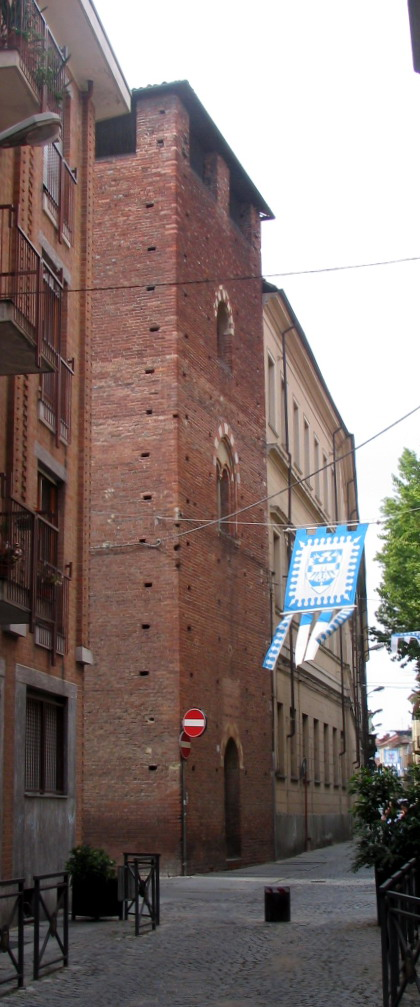
Torre Solaro da via Carducci

La torre detta  Solari è una torre di Asti, situata all'angolo fra via Carducci e via Giobert nel Rione Cattedrale.

## Le origini
In origine certamente più alta, è stata erroneamente attribuita dallo storico Niccola Gabiani alla potente famiglia guelfa dei Solaro/Solari che in quella zona aveva alcune abitazioni.
Risulta al momento impossibile risalire agli originari proprietari della torre in epoca medievale. Secondo Bera, nel XVI secolo la torre e gli edifici adiacenti appartenevano alla famiglia Ponte. A conferma di ciò vi sono alcuni documenti che ne attestano la proprietà nei Consegnamenti dei Beni del XVI secolo.

## Architettura
La costruzione risale alla seconda metà  del Duecento, in stile gotico. Alla base misura 8,10 metri di lato. Appartiene alla categoria delle "torri giganti" del secondo periodo.

Presenta una canna quadrata liscia con ai piani superiori finestre monofore. La presenza anche di due bifore con archi ogivali molto insolite nell'architettura astigiana di quel periodo, sono probabilmente  frutto del restauro  "ricostruttivo" del 1932.